# Nagroda Jana Nowaka-Jeziorańskiego
Nagroda Jana Nowaka-Jeziorańskiego – wyróżnienie przyznawane od 2004, które zostało ustanowione przez Jana Nowaka-Jeziorańskiego oraz Kolegium Europy Wschodniej, miasto Wrocław, Uniwersytet Wrocławski i Zakład Narodowy im. Ossolińskich. Nagroda wręczana jest co roku 4 czerwca osobie lub instytucji przedstawiającej „myślenie o państwie jako dobru wspólnym”. Uroczystość wręczenia Nagrody odbywa się w Zakładzie Narodowym im. Ossolińskich we Wrocławiu. 
Nagrodę dotychczas otrzymali:

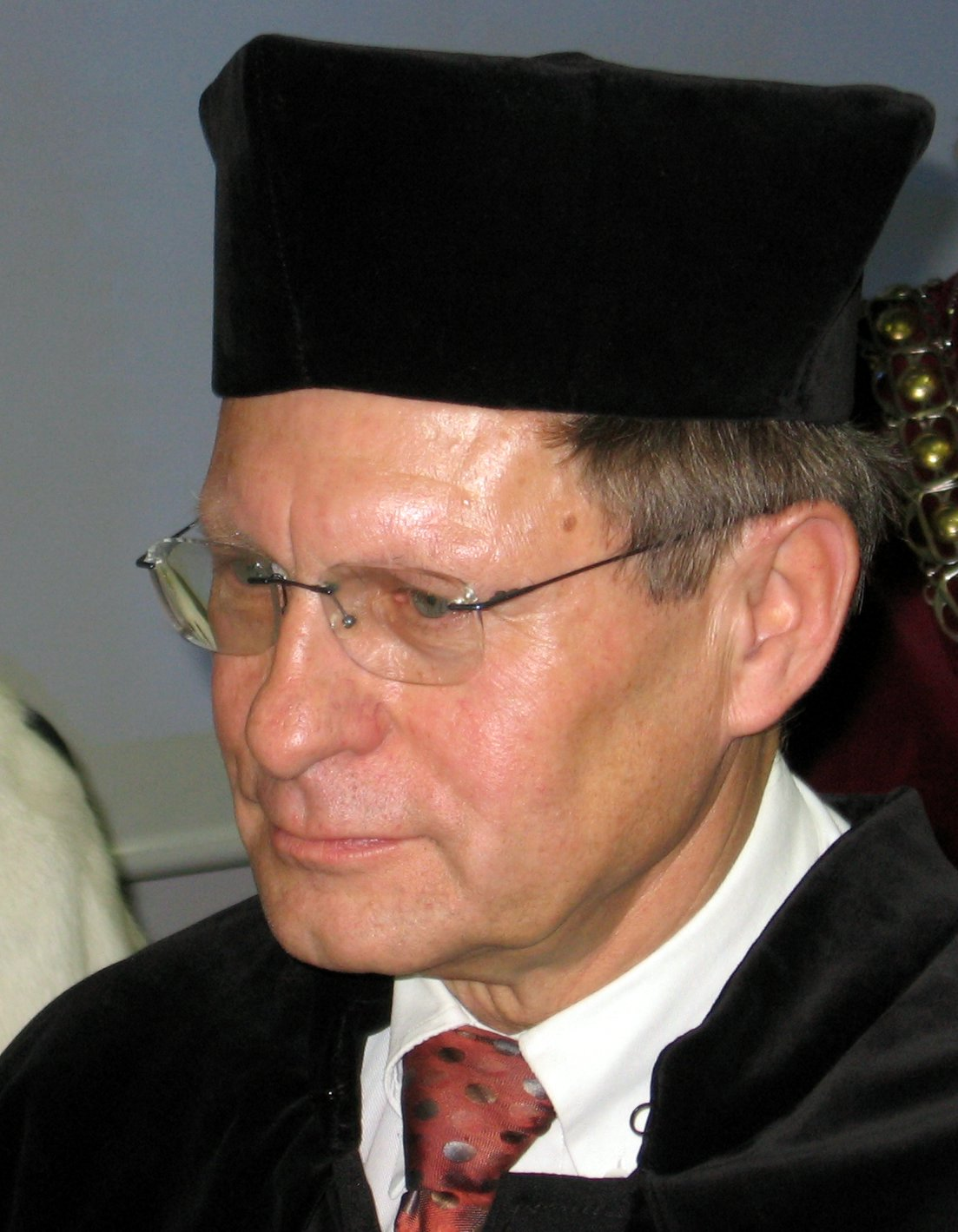
Profesor Leszek Balcerowicz – laureat 2010

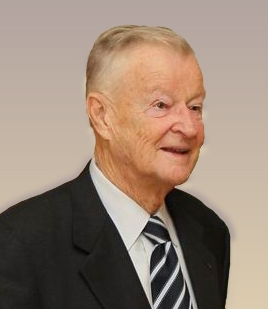
Zbigniew Brzeziński – laureat 2014

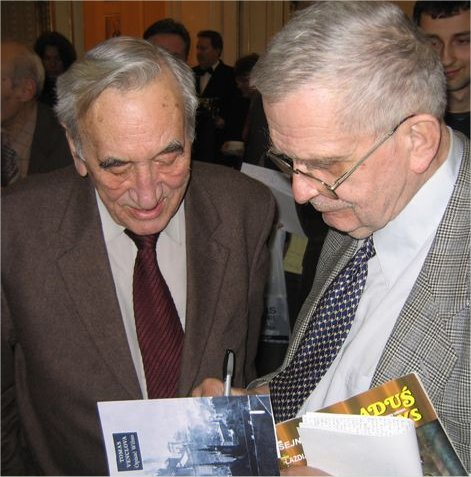
T.Mazowiecki – laureat 2004 i T.Venclova – laureat 2015

- 2004 –  Tadeusz Mazowiecki – pierwszy premier III RP (1989–1991)
- 2005 –  George H.W. Bush[1] – 41. prezydent Stanów Zjednoczonych (1989–1993)
- 2006 –  Stanisław Szuszkiewicz – pierwszy przewodniczący Rady Najwyższej Białorusi
- 2007 –  Jean-Marie Lustiger[2] – kardynał, metropolita Paryża w latach 1981–2005
- 2008 –  Siergiej Kowalow – działacz na rzecz obrony praw człowieka
- 2009 –  Václav Havel – ostatni prezydent Czechosłowacji (1989–1992) oraz pierwszy prezydent Czech (1993–2003)
- 2010 –  Leszek Balcerowicz[3] – twórca polskiej reformy gospodarczej w latach 1989–1990, wiceprezes Rady Ministrów i minister finansów w latach 1989–1991 i 1997–2000, prezes Narodowego Banku Polskiego w latach 2001–2007
- 2011 –  Jerzy Koźmiński[4] – prezes Polsko-Amerykańskiej Fundacji Wolności
- 2012 –  Valdas Adamkus[5] – prezydent Litwy w latach 1998–2003 i 2004–2009
- 2013 –  Instytut Literacki „Kultura”[6] – powołany w 1946 roku w Paryżu przez Jerzego Giedroycia
- 2014 –  Zbigniew Brzeziński[7] – w latach 1977–1981 doradca prezydenta Cartera ds. bezpieczeństwa narodowego USA
- 2015 –  Tomas Venclova[8] – tłumacz polskiej poezji na język litewski
- 2016 –  Borys Gudziak, biskup, twórca Ukraińskiego Uniwersytetu Katolickiego we Lwowie
- 2017 –  Henryk Gulbinowicz, kardynał, arcybiskup senior archidiecezji wrocławskiej
- 2018 –  Szewach Weiss, poseł do Knesetu w latach 1981–1999 i jego przewodniczący (1992–1996), ambasador Izraela w Polsce (2001–2003)
- 2019 –  Joachim Gauck, niemiecki duchowny luterański, w latach 1990–2000 był prezesem Federalnego Urzędu ds. Akt Stasi. Od 2012 do 2017 prezydent Republiki Federalnej Niemiec[9]
- 2020 –  Hanna Suchocka, premier III RP (1992–1993)[10]
- 2021 –  Swiatłana Cichanouska, Maryja Kalesnikawa i Wołha Kawalkowa, białoruskie działaczki opozycyjne[11]
- 2022 –  Międzynarodowe Stowarzyszenie Historyczno-Oświatowe, Dobroczynne i Obrony Praw Człowieka „Memoriał”[12]
- 2023 –  Andrij Deszczycia, były ambasador Ukrainy w Polsce[13]
- 2024 –  Javier Solana, były sekretarz generalny NATO[14]
- 2025 –  Państwowe Muzeum Auschwitz-Birkenau[15]

Kapituła Nagrody została powołana przez Jana Nowaka-Jeziorańskiego. W jej skład wchodzą również przedstawiciele instytucji przyznających Nagrodę oraz osoby powołane przez Jana Nowaka-Jeziorańskiego lub zaproszone później w skład Kapituły. Sekretariat Kapituły Nagrody mieści się w Kolegium Europy Wschodniej im. Jana Nowaka-Jeziorańskiego.
Sekretarzem Kapituły Nagrody jest dr Adolf Juzwenko, były dyrektor Zakładu Narodowego im. Ossolińskich we Wrocławiu.